# 波利亞納 (博布里涅茨區)
48°5′59″N 31°46′42″E / 48.09972°N 31.77833°E
波利亞納（烏克蘭語：Поляна），是烏克蘭中部的村莊，隸屬基洛夫格勒州的克羅皮夫尼茨基區。該村面積0.25平方公里，海拔高度229米，2001年人口25，人口密度每平方公里99.6人。